# Méthode Raspail
La méthode Raspail ou système Raspail est une méthode de promotion de la santé développée  par François-Vincent Raspail au XIXe siècle qui prône une médecine populaire, accessible à tous, s'appuyant sur l'hygiène et plus généralement l'éducation populaire à la santé,.
Elle insiste notamment sur le besoin de se laver les mains, pratique peu courante au XIXe siècle ; participe au développement progressif du courant de pensée contagionniste et est relayée par la parution annuelle de son Manuel annuaire de la santé ou Médecine et pharmacie domestiques qui est édité 77 fois entre 1845 et 1935,,.